# Nhân khẩu học
Nhân khẩu học là khoa học nghiên cứu thống kê về số cá thể một loài, đặc biệt là dân số loài người. Đây là một ngành khoa học chung có thể áp dụng cho bất cứ một quần thể dân số nào mà có sự thay đổi đổi theo thời gian và không gian. Nó bao gồm những nghiên cứu về kích thước, cấu trúc và sự phân bố của những quần thể dân số này, những thay đổi về không gian và thời gian để đáp ứng với sự sinh đẻ, di cư, già hóa và cái chết.
Phân tích nhân khẩu học có thể thể áp dụng cho toàn bộ xã hội hoặc cho các nhóm được xác định bởi các tiêu chí như giáo dục, quốc tịch, tôn giáo và dân tộc. Nhân khẩu học có thể được xem như là một phân ngành của xã hội học mặc dù có một số khoa nhân khẩu học riêng biệt. Đối tượng của nhân khẩu học thường là đo lường tiến trình phát triển của dân số, tuy nhiên những nghiên cứu rộng hơn về nhân khẩu học cũng bao gồm sự phân tích mối quan hệ giữa những quá trình kinh tế, xã hội, văn hoá, di truyền và sinh học có ảnh hưởng đến dân số.

## Liên kết
- Demography trên DMOZ
- Historicalstatistics.org Links to historical demographic and economic statistics
- United Nations Population Division Homepage (e.g. Population Estimates and Projections Data Online)
- Java Simulation of Population Dynamics.
- Basic Guide to the World: Population changes and trends, 1960 to 2003
- Brief review of world basic demographic trends